# ميغيل غالفان
ميغيل غالفان (بالإسبانية: Miguel Galván)‏ هو ممثل مكسيكي، ولد في 13 أكتوبر 1957 في المكسيك، وتوفي في 14 أبريل 2008 بمدينة مكسيكو في المكسيك.

## وصلات خارجية
- ميغيل غالفان على موقع IMDb (الإنجليزية)
- ميغيل غالفان على موقع قاعدة بيانات الفيلم (الإنجليزية)